# Amy Callaghan
Pour les articles homonymes, voir Callaghan.
Amy Callaghan, née le 21 mai 1992, est une femme politique britannique, membre du Parti national écossais. En décembre 2019, elle est élue députée de la circonscription d'East Dunbartonshire à la Chambre des communes du Royaume-Uni face à la candidate sortante Jo Swinson, alors leader des Libéraux-démocrates. Elle est battue en 2024.

## Biographie

### Jeunesse
Callaghan grandit à Clydebank et étudie à l'université de Strathclyde.
À l'âge de 19 ans, on lui diagnostique un mélanome, dont elle guérit en 2014. Callaghan affirme que son expérience du cancer est pour elle une motivation pour préserver le National Health Service (NHS), dont elle estime qu'il « ne peut jamais être mis en péril ».

### Parcours politique
Avant son élection, Callaghan est cheffe de bureau de la députée du Parlement écossais Rona Mackay (en). Elle travaille également auprès d'instances judiciaires pour enfants.
En septembre 2019, Callaghan est nommée candidate du Parti national écossais (SNP) dans la circonscription d'East Dunbartonshire pour les élections générales britanniques de la même année. Aux élections, elle bat la candidate sortante Jo Swinson, la cheffe des Libéraux-démocrates, avec une petite majorité de 0,3 % des voix, et remporte le siège de la circonscription.
En janvier 2020, Callaghan est nommée porte-parole du SNP pour les retraites et les affaires intergénérationnelles.